# Yang Hak-seon
Yang Hak-Seon (hangul: 양학선), född den 6 december 1992 i Seoul, Sydkorea, är en sydkoreansk gymnast.
Han tog OS-guld i herrarnas hopp i samband med de olympiska gymnastiktävlingarna 2012 i London.